# Immacolata Concezione
L'Immacolata Concezione è un dogma della Chiesa cattolica, proclamato da papa Pio IX l'8 dicembre 1854 con la bolla Ineffabilis Deus, che sancisce come la Vergine Maria sia stata preservata dal peccato originale fin dal primo istante del suo concepimento. Esso dunque va distinto dal concepimento verginale di Gesù, nel momento dell'Annunciazione.
Il dogma dell'Immacolata Concezione trae fondamento dalla questione biblica del peccato originale: infatti, ogni essere umano nasce con il peccato originale, ma secondo la Chiesa cattolica, solo la Madre di Cristo ne fu esente, poiché in vista della venuta e della missione sulla Terra del Messia, a Dio piacque che la Vergine dovesse essere il grembo puro e senza peccato per accogliere in modo degno e perfetto il Figlio divino incarnato.
La Chiesa cattolica celebra la solennità dell'Immacolata Concezione della Beata Vergine Maria l'8 dicembre (in latino: Solemnitas in conceptione immaculata beatae Mariae virginis). Nella devozione cattolica l'Immacolata è collegata con le apparizioni di Lourdes (1858) e iconograficamente con le precedenti apparizioni di Rue du Bac a Parigi (1830).
La festa dell'Immacolata Concezione è una delle feste mariane più importanti nel calendario liturgico della Chiesa cattolica, celebrata in tutto il mondo. Per decreto reale, è designata come il giorno in onore della patrona del Portogallo. È celebrata dalla Chiesa cattolica e da alcune denominazioni cristiane protestanti. La festa fu solennizzata per la prima volta come giorno di precetto il 6 dicembre 1708 con la bolla pontificia Commissi Nobis Divinitus di papa Clemente XI ed è spesso celebrata con parate, fuochi d'artificio, processioni.
In modo ancora più esteso del dogma, la Chiesa cattolica insegna non solo che la Vergine fu concepita senza il peccato di Adamo ed Eva, ma anche che ella rimase per tutta la vita priva di qualsiasi macchia di peccato, anche veniale.

## Storia del dogma

### Fondamenti biblici
Il cattolicesimo vede in alcuni testi biblici non una prova, quanto un'avvisaglia di quella che sarà la dottrina del magistero. Bisogna ricordare che, secondo la teologia cattolica, la scrittura non è l'unica fonte della fede: anche la Tradizione della Chiesa è luogo teologico.
Nell'Antico Testamento, il cosiddetto Protovangelo della salvezza presenta la donna (Eva) come prefigurazione di Maria:

Immacolata francescana secondo Genesi 3,15 - Terni - Chiesa di Sant'Antonio di Padova.

Maria ponendosi al servizio di Dio, permette l'entrata del Salvatore nel mondo (Luca 1,38). Maria quindi, nella lettura tradizionale della Chiesa, partecipa, anche se in forma subordinata, alla vittoria di Cristo sul peccato.
Altre indicazioni veterotestamentarie del dogma sono, secondo l'insegnamento della Chiesa, ravvisabili nel Cantico dei Cantici e nei Proverbi:
Nel Nuovo Testamento il passo principale che la tradizione cattolica ritiene spiegabile soltanto ammettendo l'Immacolata Concezione è il saluto rivolto dall'arcangelo Gabriele a Maria:

### Il Protovangelo
Il Protovangelo di Giacomo, composto tra il 140 e il 170, contiene l'idea che Maria fosse una persona "speciale" sin dal concepimento. Il testo presenta il concepimento di Maria come una grazia divina, anticipata da un angelo ai suoi genitori (cc. 1-5). L'infanzia di Maria (cc. 6-8) è estremamente pia, ella viene allevata nel tempio di Gerusalemme dai 3 ai 12 anni, dove "riceveva il vitto per mano di un angelo".
Nonostante il Protovangelo, per la sua tardività e il suo stile agiografico e leggendario, difficilmente possa basarsi su fondati elementi storici, esso sembra rappresentare «una prima presa di coscienza intuitiva e mitica della santità perfetta e originale di Maria nella sua stessa concezione».
Sulla base della narrazione del Protovangelo, la liturgia e la devozione della Chiesa greco orientale ha attribuito dall'antichità a Maria il titolo di Παναγία, Panaghìa, "tutta santa".

### Patristica

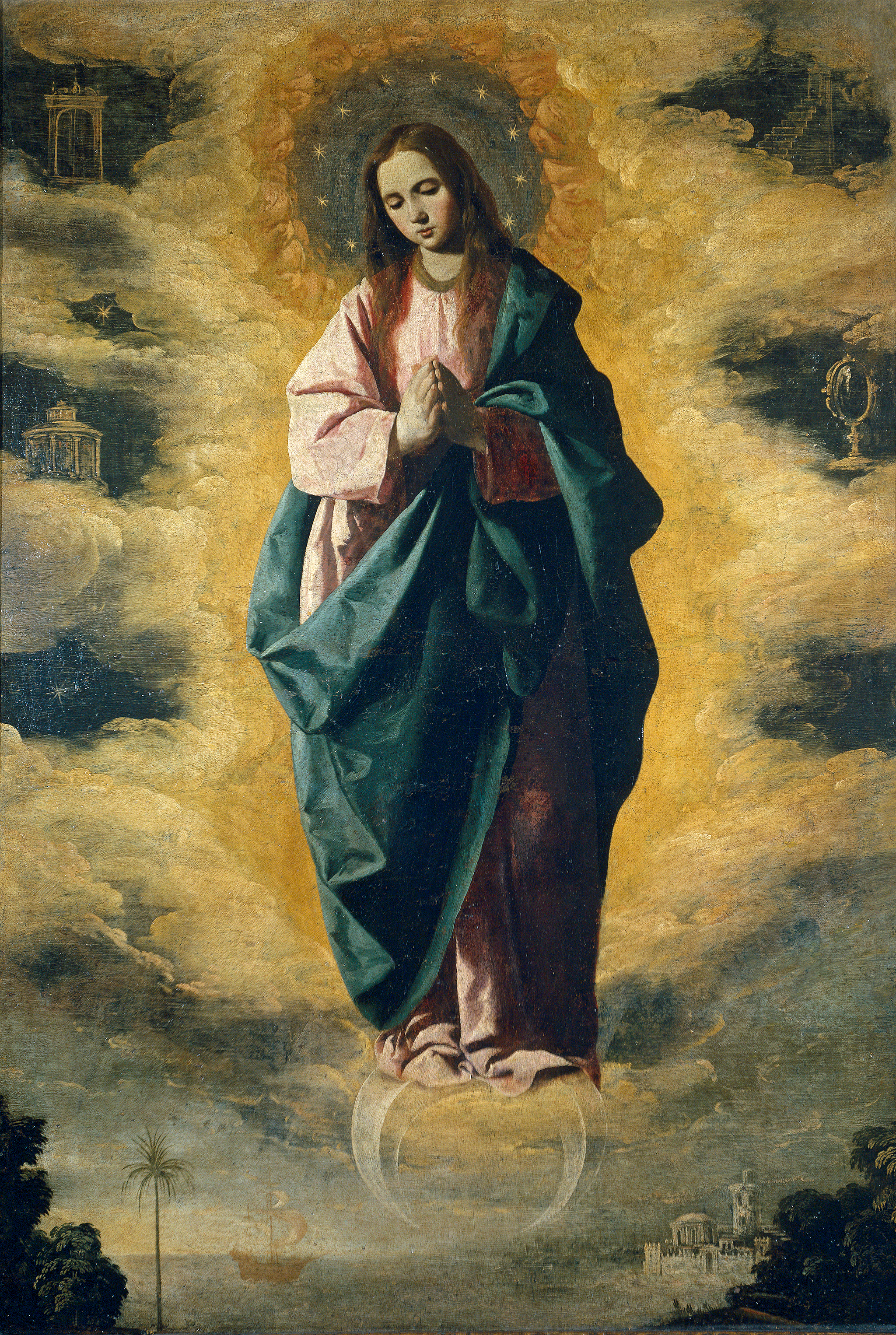
Francisco de Zurbarán, Immacolata Concezione

Secondo la Catholic Encyclopedia, Giustino martire, Ireneo di Lione e Cirillo di Gerusalemme svilupparono la dottrina di Maria come seconda Eva, pura, immacolata, incorrotta ed innocente e quindi anche immune dal peccato originale. L'enciclopedia aggiunge che, anche secondo sant'Efrem il Siro, ella era innocente come Eva prima della caduta.
Agostino d'Ippona (354-430) è uno dei primi teologi che parlano della natura perfetta e speciale di Maria. Il suo pensiero va contestualizzato nella polemica anti-eretica che lo vide coinvolto: Pelagio e i suoi discepoli tendevano a ridimensionare il ruolo del peccato originale nella condotta morale dell'uomo e Agostino rispose indicando l'umanità come una "massa dannata", concetto poi ripreso nella riflessione dei padri della Riforma, in particolare Calvino. Da questo pessimismo antropologico però Agostino dissocia Maria: «...la pietà impone di riconoscere Maria senza peccato [...]. Per l'onore del Signore [...] Maria non entra assolutamente in questione quando si parla di peccati». Più esplicito ancora sant'Ambrogio (340–397): «Maria non fu sollevata dalla caduta, ma fu preservata dalla caduta. Cosa, vi chiedo, è più nobile, migliore e più santo della Madre di Dio?»
In Oriente sono diversi i padri greci che, come Agostino, attribuiscono una speciale natura a Maria. I padri del Concilio di Nicea II, svoltosi al tempo della controversia iconoclasta, non esitarono ad appellare Maria come «ἄχραντος» ("pura, immacolata"). Proclo di Costantinopoli (m. 446–7) scrive che Maria «...è il santuario dell'impeccabilità, il tempio santificato di Dio [...], il paradiso verdeggiante e incorruttibile». Teotecno di Livia (VII secolo) la definisce «...tutta bella, pura e senza macchia [...] Nasce come i cherubini colei che è fatta di argilla pura e immacolata». Andrea di Creta (m. 740) scrive che «...il corpo della Vergine è una terra che Dio ha lavorato, la primizia della massa adamitica che è stata divinizzata nel Cristo, l'immagine del tutto somigliante della bellezza divina, l'argilla modellata dalle mani dell'artista divino». Sofronio di Gerusalemme dichiara Maria «...pura, santa, senza macchia, risplendente, dai sentimenti divini, santificata, libera da tutte le lordure del corpo, del pensiero, dell'anima.»
In Occidente, secoli dopo Agostino, Pascasio Radberto (m. circa 865) scrive che Maria "è stata esente da ogni peccato originale". In seguito il benedettino inglese Eadmero (circa 1064–1124), commentando la diffusione della festa liturgica dell'Immacolata che era osteggiata da alcuni ecclesiastici, "mosso dall'affetto della pietà e della sincera devozione per la madre di Dio" si pronuncia per la concezione di Maria libera da ogni peccato: "Non poteva forse (Dio) conferire a un corpo umano [...] di restare libero da ogni puntura di spine, anche se fosse stato concepito in mezzo ai pungiglioni del peccato? È chiaro che lo poteva e lo voleva; se lo ha voluto lo ha fatto (potuit plane et voluit; si igitur voluit, fecit)".

### Teologia medievale
Con la teologia scolastica medievale incomincia la discussione sulle effettive modalità con cui descrivere teologicamente il concetto per cui Maria era senza peccato: i teologi precedenti, orientali e latini, sono concordi nell'affermarlo, ma non entrano nel merito della ragione teologica, lasciando dunque la cosa come una sorta di eccezione ad hoc immotivata, lasciando in filigrana il contrasto col dogma della natura umana universalmente corrotta e con la redenzione universale operata da Cristo.
Anselmo d'Aosta († 1109) sostenne che Maria, concepita come tutti gli uomini nel peccato originale, fu anticipatamente redenta da Cristo, prima della nascita del Salvatore. La redenzione anticipata di Anselmo è sostanzialmente ripresa dai grandi teologi scolastici: Bernardo di Chiaravalle († 1153); Alessandro di Hales († 1245); Alberto Magno († 1280); Tommaso d'Aquino († 1274); Bonaventura († 1274).
Il privilegio mariano dell'Immacolata concezione fu per secoli considerato in contraddizione con l'affermazione di san Paolo apostolo, secondo la quale tutti hanno peccato:
(Romani 5:12)
È solo con Duns Scoto (m. 1308) poi detto "Dottore dell'Immacolata" che prende forma il dogma come poi fu fissato dal magistero: il teologo francescano sostiene non la "redenzione anticipata" di Anselmo e degli scolastici, ma la "redenzione preventiva" o "preservativa". Diversamente dai predecessori infatti non dice che Maria fu concepita nel peccato originale e poi redenta, ma che fu concepita senza peccato originale. Il suo ragionamento ribaltò i termini della questione: Maria non fu un'anomala eccezione (o un caso anticipato) dell'opera redentiva di Cristo, ma la conseguenza della più perfetta ed efficace azione salvifica dell'unico mediatore. Scrive Scoto: "Cristo esercitò il più perfetto grado possibile di mediazione relativamente a una persona per la quale era mediatore. Ora, per nessuna persona esercitò un grado più eccellente che per Maria [...]. Ma ciò non sarebbe avvenuto se non avesse meritato di preservarla dal peccato originale".

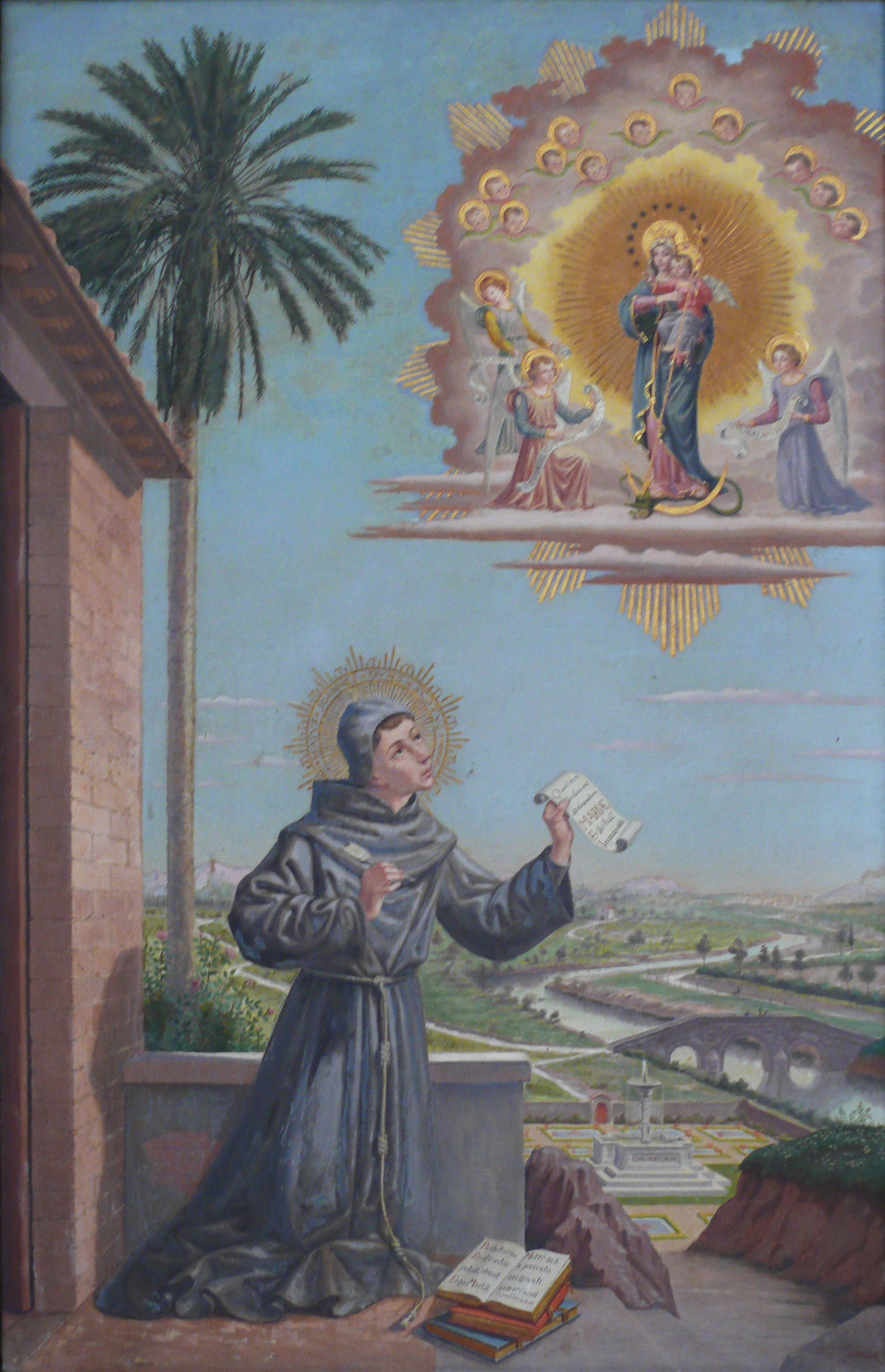
Beato Giovanni Duns Scoto - Dottore dell'Immacolata - Roma - Pontificia Università Antonianum XX secolo

Nei secoli successivi i teologi cattolici furono sostanzialmente divisi sulla questione: a grandi linee, i domenicani sostenevano la redenzione anticipata degli scolastici ("macolisti"), mentre i francescani sostenevano la redenzione preventiva di Scoto ("immacolisti").

### Le dispute del XIV secolo

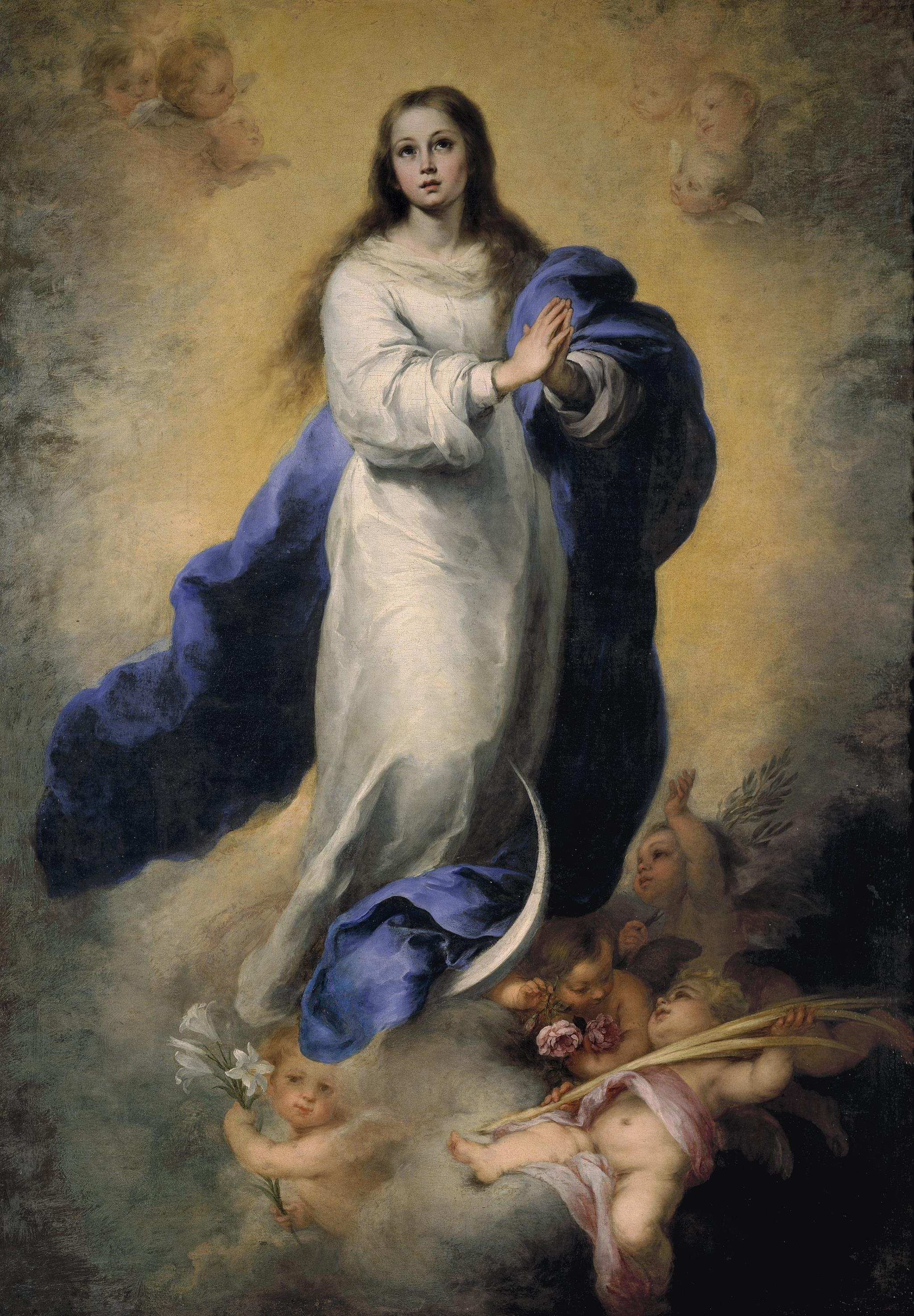
Immacolata, di Bartolomé Esteban Murillo

Nei primi decenni del XIV secolo le controversie si erano ormai accese.
Tra il 1320 e il 1321 ebbe luogo alla Sorbona una disputa tra uno dei discepoli di Scoto, Francesco de Mayronis († 1328), e il benedettino Pietro Roger, che sarebbe poi divenuto papa con il nome di Clemente VI († 1352). Gli animi si scaldavano tra chi difendeva Scoto e chi lo accusava di eresia.
Così un carmelitano, Giovanni Baconthorpe († 1345), scriveva:
(Quodlibet, III, q. 12; Venetiis, 1527, f. 57vb)
Nel 1387 il domenicano Juan de Monzón, noto anche come Giovanni da Montesono († 1412) cominciò a insegnare alla Sorbona che la tesi sull'Immacolata Concezione era nettamente contraria alla fede della Chiesa. Ciò diede vita a una disputa con il francescano Andrea di Novocastro († 1380) e suscitò l'opera del suo confratello Giovanni Vidal, Defensorium Beatae Mariae Virginis Adversus Joannem de Montesono, che causò l'intervento di trenta teologi della Sorbona; costoro, dopo aver preso in considerazioni gli argomenti dei due maestri, giudicarono la tesi del domenicano «scandalosa, presuntuosa e offensiva», obbligandolo a ritrattare.
Ma né la condanna, né la minaccia di scomunica da parte di Pietro d'Orgemont, vescovo di Parigi, riuscirono a far ritrattare il Monzón, che, pur ricorrendo a papa Clemente VII († 1394), ottenne solo condanne.
In ogni caso i trenta teologi parigini che sostenevano come "possibile" l'opinione immacolatista riconoscevano anche l'autorevolezza che si deve avere nei confronti della teologia dell'Aquinate. Questa prudente posizione cercava di tutelare la libertà di pensiero di fronte a un argomento non ancora definito dalla Chiesa, ma contemporaneamente ammetteva l'importanza del pensiero di San Tommaso. In effetti, è da questo momento che l'Aquinate divenne il "maestro" degli avversari dell'Immacolata Concezione, e sembra anche che si possa far risalire a questo evento la nascita ufficiale della "scuola scotista dell'Immacolata"; ebbero cioè inizio le due correnti teologiche degli Scotisti e dei Tomisti.
Le discussioni continuarono nel 1400, inaugurando tra i teologi cattolici un periodo di discussioni tanto intense e durature da ispirare artisti del secolo successivo (come Sogliani, nel 1521; o Toschi, Portelli) per la rappresentazione di quadri allegorici nominati, appunto, Disputa sull'Immacolata Concezione. Nel 1566 lo stesso Carlo Portelli dipinse una chiara Immacolata Concezione per ribadire il concetto teologico, che però non trovò conferma ufficiale per altri tre secoli.

### Preghiere
Le Litanie lauretane includono il titolo mariano di Regina sine labe originali concepta (Regina concepita senza peccato originale), che era stato concesso da Gregorio XVI (1831-1846) a partire dal 1839 ad alcune diocesi, quindici anni prima della proclamazione del dogma.
Fra le Preghiere a San Michele Arcangelo, l'Exorcismus in Satanam et angelos apostaticos (papa Leone XIII, 13 ottobre 1884), nella parte dell'esorcismo vero e proprio, afferma:
[Traduzione:]Te lo comanda l'eccelsa Vergine Maria Madre di Dio +, che dal primo istante della sua Immacolata Concezione, per la sua umiltà, ha schiacciato la tua superbissima testa.»
(Esorcismo contro Satana e gli angeli apostati, 1884)
Quindi, Maria intercede invocata come Madre di Dio, come Vergine e come Immacolata Concezione.
In altri punti, la stessa preghiera afferma Maria come sempre vergine, vale a dire la sua verginità perpetua, e Gesù Cristo come il germoglio di Davide, il leone di Giuda.
Appunto, in Genesi 3,15, Dio profetizza al serpente che Maria e la sua stirpe gli avrebbero schiacciato la testa.
Come nell'esorcismo nella sinagoga di Cafarnao il demonio dice a Gesù che è venuto in terra per distruggere la sua stirpe, anche l'Esorcismo contro Satana e gli angeli apostati afferma che Maria è la donna nata immacolata e umile, per essere la Madre di Dio e anche per schiacciare la testa all'angelo peccatore di orgoglio e di superbia.
Tale fine è condiviso dalla Vergine Maria e dalla sua stirpe, formata dal figlio Gesù e dai suoi fratelli in spirito e verità.

### Il magistero cattolico

L'Immacolata Concezione di Giovanni Battista Tiepolo.

Lungo i secoli la posizione del magistero è stata prudente: per quanto il chiaro e definitivo pronunciamento pontificio si ebbe solo nel 1854, furono diversi gli interventi a favore della posizione immacolista.
Papa Sisto IV († 1484) introdusse a Roma la festa liturgica della Concezione. Sul piano dogmatico non si pronunciò, ma con le bolle Cum Praeexcelsa (1477) e Grave Nimis (1482) proibì a macolisti e immacolisti di accusarsi vicendevolmente di eresia. Il 7 marzo 1632 nella cattedrale di Cagliari il parlamento del Regno di Sardegna giurò solennemente di difendere la dottrina della Purissima Concezione. Papa Alessandro VII emanò nel 1661 la bolla (che non ha l'autorevolezza e il significato teologico dell'enciclica) Sollicitudo, dove si dice a favore dell'Immacolata Concezione. Clemente XI nel 1708 rende universale la festa dell'Immacolata, già localmente celebrata a Roma e in altre zone della cristianità.
Nel 1848 Pio IX mostra l'intenzione di chiudere la questione in maniera autorevole e definitiva. Istituisce una commissione di teologi e una di cardinali, dalle quali però emerge il parere contrastante circa l'Immacolata. Anche Rosmini, pur ritenendola "moralmente sicura", sconsiglia di definirla dogmaticamente. Il Papa decide allora di valutare il parere collegiale dei vescovi, che nella tradizione cattolica ha valore magisteriale subordinato a quello pontificio, e lo fa con l'enciclica Ubi Primum del 1849. 546 dei 603 vescovi consultati si dichiarano a favore del dogma. Il Papa fa preparare la bozza dell'enciclica, che dopo 8 redazioni viene promulgata l'8 dicembre 1854 col nome Ineffabilis Deus.
Queste sono le parole che concludono l'enciclica e proclamano solennemente il dogma:
Il dogma non afferma solamente che Maria è l'unica creatura a essere nata priva del peccato originale - e ciò fin da 40 settimane prima della sua nascita, e cioè dal momento del suo concepimento da parte dei genitori, Anna e Gioacchino - ma aggiunge altresì che Maria, in quanto ritenuta madre di Dio, per speciale privilegio non ha commesso nessun peccato, né mortale né veniale, in tutta la sua vita.
La dottrina attuale della Chiesa è che Dio conferisca l'anima alla persona umana non appena essa si forma, nel suo primissimo istante, e cioè al momento del concepimento. La dottrina sull'Immacolata Concezione di Maria dà forza, nella visione cattolica, al pensiero della Chiesa sugli embrioni, ritenuti persone umane a tutti gli effetti, dotati di anima.
Il convincimento della Chiesa in ordine alla preservazione di Maria dalla macchia del peccato originale è in relazione a questa riflessione: non sarebbe stato "conveniente" che il Figlio di Dio si incarnasse nel grembo di una donna se questa non fosse stata perfettamente monda da qualsiasi peccato.
A differenza dell'apertura verso la dottrina dell'Assunzione, questo dogma non è condiviso dalle altre confessioni cristiane (con la parziale eccezione della Chiesa ortodossa, v. sotto) in quanto da queste considerato in disaccordo con le Scritture e non supportato dalla Tradizione.

## Nella liturgia: solennità dell'Immacolata Concezione

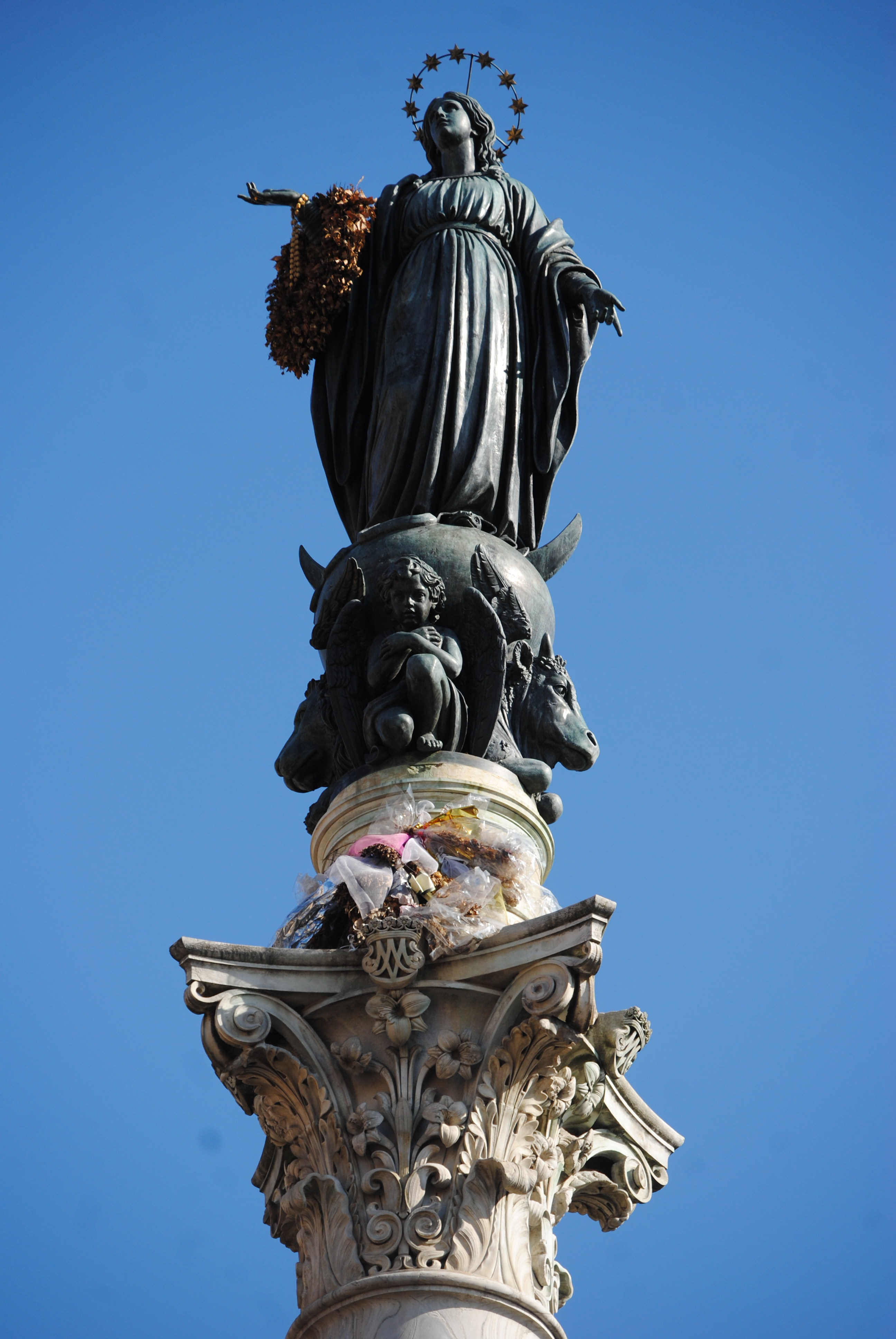
Statua dell'Immacolata posta sulla colonna in Piazza di Spagna a Roma, dove una corona di fiori viene messa ogni 8 dicembre da un pompiere, come omaggio alla Vergine.

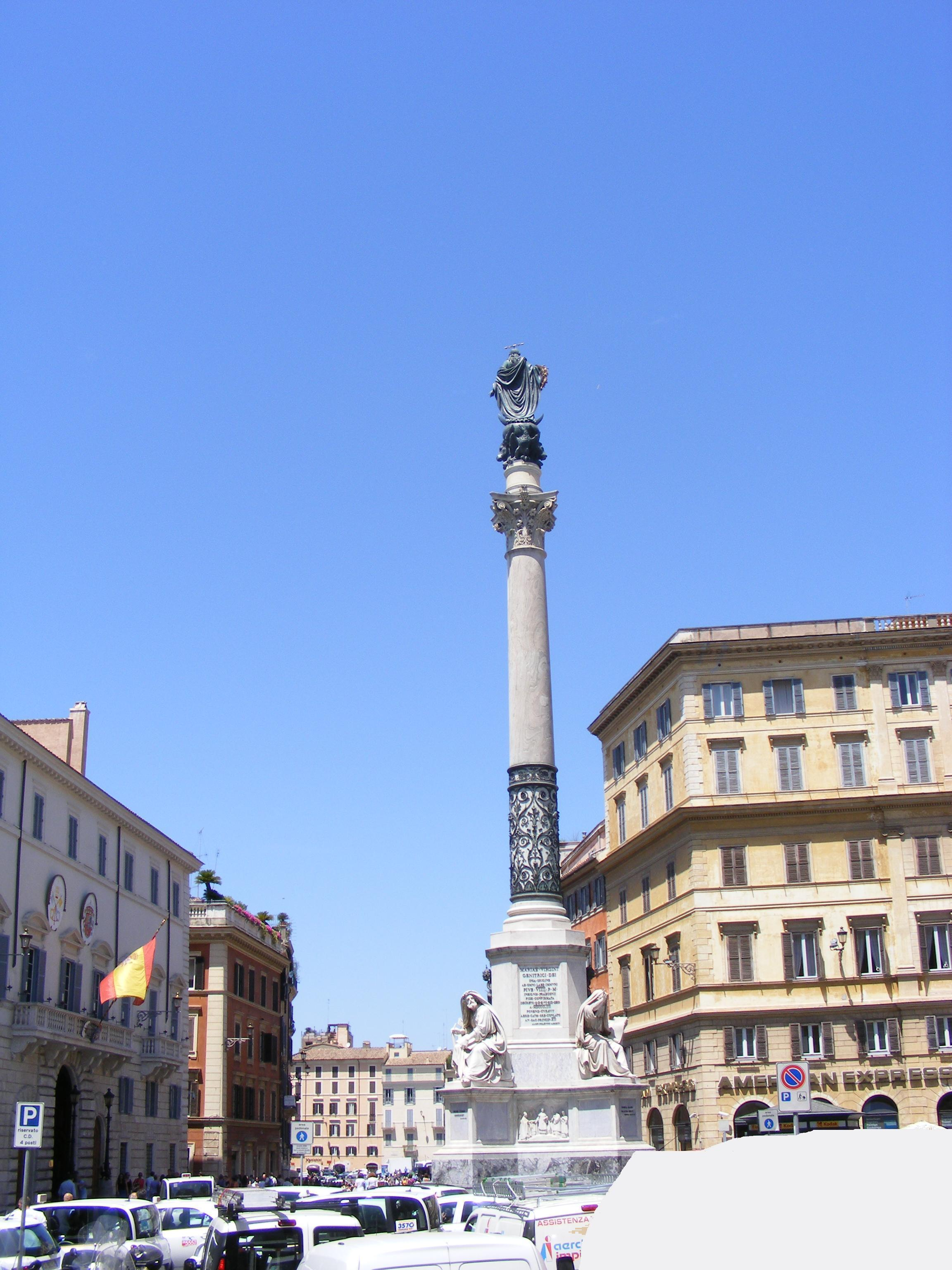
La colonna dell'Immacolata a Roma, in Piazza Mignanelli

Per sottolineare l'importanza del dogma la Chiesa cattolica celebra l'8 dicembre la solennità dell'Immacolata Concezione della Beatissima Vergine Maria con la Messa Gaudens gaudebo. Questa festività era già celebrata in Oriente nell’VIII secolo, e venne importata nell'Italia meridionale da monaci bizantini. In Sicilia, in particolar modo, il tema dell'Immacolata Concezione fu accolto subito e divenne molto sentito ancora prima della definizione del dogma. Nel 1439, al Concilio di Basilea era stato l'arcivescovo di Palermo Niccolò Tedeschi a sostenere che Maria era stata concepita senza peccato. Il canonico e storico Antonino Mongitore racconta che addirittura già nel 1323 la Conceptioni di Maria era festa di precetto a Palermo, attestando in tal modo che la sua devozione nel capoluogo siciliano risultava persino allora così antica da «non sapersi l'incominciamento». Il Senato dell'isola fece voto di difendere la dottrina dell'Immacolato Concepimento e si impegnò a onorarne la festa con una degna celebrazione. Ebbe così origine il «rito delle cento onze», somma donata al convento di San Francesco inizialmente per arredare la Cappella Senatoria, uno dei momenti identitari della città di Palermo. Il Senato (oggi il Comune) rinnovava ancora ogni anno il solenne Voto sanguinario, pronunciato per la prima volta nel 1624 e comune a gran parte dell'isola, giurando con un verbale di spargere il proprio sangue per la difesa dell'Immacolata, primaria e principale Patrona della Città e dell'Arcidiocesi di Palermo, divenuta patrona massima della Regione Siciliana. Dal Mezzogiorno il culto per l'Immacolata si propagò poi a tutto l'Occidente, soprattutto su iniziativa degli ordini religiosi benedettini e carmelitani. Fu inserita nel calendario della Chiesa universale da papa Alessandro VII con la bolla Sollicitudo omnium ecclesiarum dell'8 dicembre 1661.
Nonostante il dogma cattolico sarà proclamato solo l'8 dicembre 1854 da papa Pio IX, San Francesco Antonio Fasani (1681–1742) fu devotissimo dell'Immacolata Concezione e lui stesso spesso si definiva "il peccatore dell'Immacolata".
L'8 dicembre del 1857, papa Pio IX inaugurò e benedisse a Roma il monumento dell'Immacolata, nella Piazza Mignanelli (parte di Piazza di Spagna), monumento interamente pagato dal re Ferdinando II delle Due Sicilie.
Papa Pio XII, nel giorno dell'Immacolata Concezione, incominciò a inviare dei fiori come omaggio alla Vergine; il suo successore, papa Giovanni XXIII, nel 1958 uscì dal Vaticano e si recò personalmente in Piazza di Spagna per deporre ai piedi della Vergine Maria un cesto di rose bianche e successivamente fece visita alla basilica di Santa Maria Maggiore. Tale consuetudine è stata continuata anche dai papi successivi.
La visita in Piazza di Spagna prevede un momento di preghiera, quale espressione della devozione popolare. L'omaggio all'Immacolata prevede il gesto della presentazione dei fiori, una cui corona viene portata fin sulla sommità di un'autoscala e tradizionalmente infilata sul braccio destro della statua da un vigile del fuoco. Seguono la lettura di un brano della Sacra Scrittura e di un brano della Dottrina della Chiesa cattolica, preghiere litaniche e alcuni canti mariani, tra cui il Tota pulchra.

### Apparizioni mariane relative al dogma dell'Immacolata Concezione
Due apparizioni mariane riconosciute dalla Chiesa cattolica hanno a che fare con questo dogma e ne sono considerate una conferma diretta.
Nel 1830 Catherine Labouré, novizia nel monastero parigino di Rue di Bac, fece coniare una medaglia (detta poi la medaglia miracolosa) che riportava le seguenti parole, da lei viste durante un'apparizione della vergine Maria (avvenuta il 27 novembre dello stesso anno): "O Maria, concepita senza peccato, pregate per noi che ricorriamo a voi".
Soltanto dodici anni dopo, il 20 gennaio del 1842, Alfonso Ratisbonne, nella sua breve ma intensa visione a Roma, riconobbe chiaramente l’Immacolata, la stessa che era apparsa a Parigi e che era impressa sulla Medaglia Miracolosa che portava con sé. L’apparizione a Sant’Andrea delle Fratte scosse molto l’ambiente romano. E a motivo di questo fermento, sei anni dopo, il pontefice Pio IX istituì una commissione teologica perché si esprimesse sulla possibilità di definire il dogma dell’Immacolata.
Il 25 marzo 1858, quindi quattro anni dopo la proclamazione del dogma, la veggente di Lourdes, Bernadette Soubirous, riferì che la Vergine si era presentata con le parole "Que soy era Immaculada Councepciou" ("Io sono l'Immacolata Concezione", in dialetto guascone).

## Nell'arte

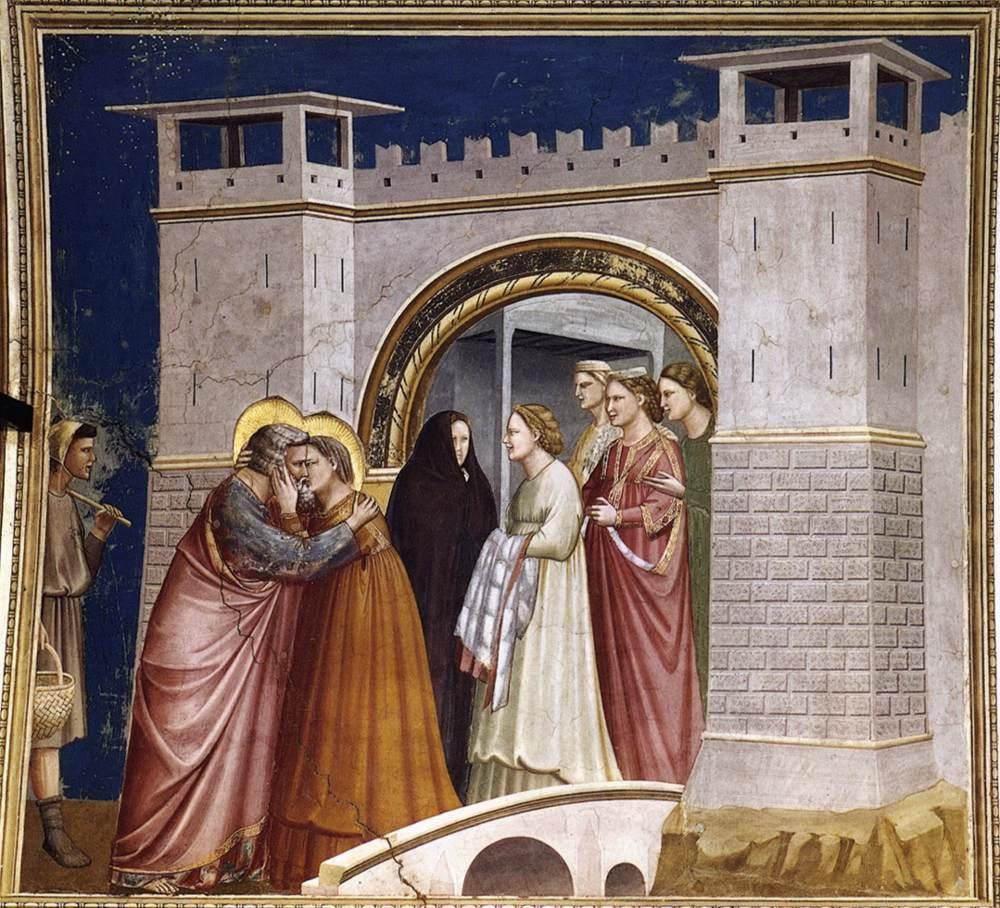
Incontro alla Porta d'Oro, di Giotto (1304–1306).

L'Immacolata Concezione divenne un soggetto popolare nella letteratura, ma la sua natura astratta ritardò la sua apparizione nell'arte. Il tema dell'Immacolata Concezione cominciò ad apparire in opere artistiche fin da quando si accese il dibattito, che vedeva schierati da una parte i francescani e le ramificazioni dell'Ordine benedettino, legate al pensiero di Anselmo d'Aosta e Bonaventura da Bagnoregio, e dall'altra i domenicani, legati alla trattazione offerta da Tommaso d'Aquino.
Inizialmente il tema veniva affrontato dagli artisti gotici in maniera "criptica", dove cioè si rimandava allo spettatore la conclusione, mettendo magari una serie di simboli e metafore facilmente decodificabili. Nel XV secolo le opere d'arte divennero più evidenti, propendendo per una o l'altra ipotesi, ben comprensibile dalla lettura di elementi che chiarivano l'intervento divino in taluni episodi della vita di Anna e Gioacchino e dell'infanzia della Vergine. Più coraggiose furono le opere legate al tema della Disputa sull'Immacolata Concezione, dove gli artisti ritraevano, caso più unico che raro nell'arte sacra, il parere contrastante dei dottori della Chiesa: ne è un esempio la tavola agli Uffizi di Piero di Cosimo.
Durante il periodo medievale era raffigurato come Gioacchino e Anna si incontrano alla Porta d'Oro, raffigurazione del concepimento di Maria mediante il casto bacio dei suoi genitori alla Porta d'Oro di Gerusalemme. I secoli XIV e XV furono il periodo di massimo fioritura di questa iconografia, che fu gradualmente sostituita da rappresentazioni più allegoriche con una Maria adulta.
Con la Controriforma venne stabilita l'iconografia fissa legata al concetto dell'Immacolata, che sarà quella ratificata dal dogma.
Il canone artistico definitivo fu probabilmente stabilito dal pittore e teorico dell'arte Francisco Pacheco del Rio nel suo trattato El arte de la pintura del 1649: una bella fanciulla di 12 o 13 anni, con indosso una tunica bianca e manto azzurro, che promana raggi di luce dal suo capo cinto da dodici stelle e coronato da una corona imperiale, avente il sole alle spalle e la luna sotto i piedi. L'iconografia di Pacheco influenzò altri artisti spagnoli o artisti attivi in Spagna come El Greco, Bartolomé Murillo, Diego Velázquez e Francisco de Zurbarán, ognuno dei quali produsse una serie di capolavori basati sull'uso di questi stessi simboli.
Quest'iconografia dell'Immacolata Concezione divenne popolare nel resto d'Europa e da allora rimase la rappresentazione artistica più nota del dogma: in un regno celeste, pochi istanti dopo la sua creazione, l'anima di Maria (nella forma di una giovane donna) guarda in soggezione (o china il capo davanti a) Dio. La luna è sotto i suoi piedi e un alone di dodici stelle le circonda la testa, forse un riferimento a "una donna vestita di sole" da Apocalisse 12:1–2. Ulteriori immagini possono includere nuvole, una luce dorata e putti che talora reggono dei gigli e rose, fiori spesso associati a Maria.

## Opposizioni al dogma

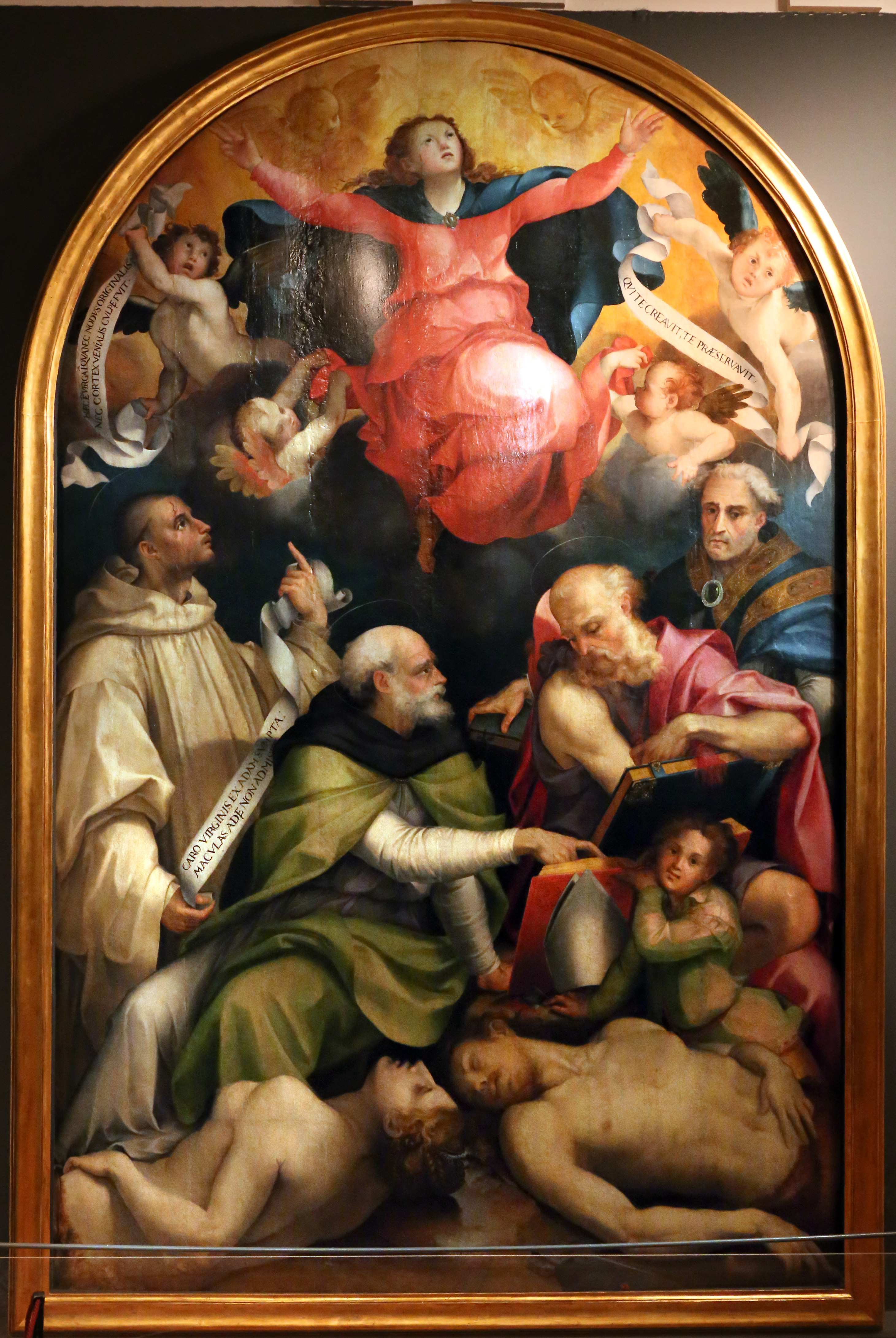
Disputa sull'Immacolata Concezione di Carlo Portelli (1555; Firenze, Santa Croce, Cappella Medici).

La Chiesa ortodossa non condivide il dogma cattolico di Immacolata Concezione (concetto agostiniano): secondo la teologia ortodossa Maria venne purificata dall'ombra del peccato ancestrale solo al momento del concepimento di Cristo, ma quest'ombra non era una macchia morale nel senso cattolico.
Martin Lutero ammise di condividere la dottrina dell'Immacolata, almeno nei primi anni della Riforma. Nelle sue Resolutiones disputationum de indulgentiarum virtute del 1518 si dichiarò d'accordo con le decisioni conciliari tardi medievali su questo tema. In un sermone del 1520 spiegò che Maria non era mai entrata in contatto col peccato originale in nessun momento della sua vita. In quanto madre di Dio, Dio l'ha onorata con la massima santità e purezza possibile.
Poiché la dottrina dell'Immacolata Concezione non è espressa esplicitamente nei testi del canone biblico, la Chiesa luterana generalmente la rifiuta.
I protestanti respingono il dogma cattolico dell'Immacolata Concezione, non riscontrando per esso alcun supporto biblico; la "santità" di Maria non è diversa da quella di ciascun credente, che viene salvato "per grazia, per mezzo della fede e non per le opere, affinché nessuno se ne glori" (Efesini 2,8-9).
Anche nel cattolicesimo vi fu un'esigua opposizione al dogma dell'Immacolata. Nel 1855, quattro presbiteri della diocesi di Pavia, Alfonso Tenca, Giuseppe Parona, Luigi Aquaroni e Giuseppe Grignani, si schierarono apertamente sia contro il dogma dell'Immacolata sia contro quello dell'infallibilità papale, che sarebbe stato definito quindici anni più tardi.
Il Veteri-cattolicesimo ritiene la dottrina dell'Immacolata Concezione non vincolante, poiché non corrisponde né alla testimonianza biblica né ai titoli onorifici che i concili ecumenici dei primi secoli attribuirono a Maria.

## Nella vita della Chiesa: devozione

### Festività dell'Immacolata Concezione
L'Immacolata Concezione è un giorno festivo nei seguenti Paesi: Austria, Liechtenstein, nei cantoni a prevalenza cattolica della Svizzera, Argentina, Spagna, Cile, Nicaragua, Portogallo, Colombia, Italia e Malta.
Nel 1646, durante la Guerra dei trent'anni, l'imperatore Ferdinando III d'Asburgo fece consacrare l'Austria all'Immacolata Concezione. In Austria l'8 dicembre viene festeggiato sin dal XVII secolo. A partire dal '95, la legge che regolamenta gli orari di apertura e di chiusura degli esercizi commerciali ha concesso a numerosi negozi e magazzini di restare aperti in tale giorno.
Secondo una norma speciale del diritto canonico, l'Immacolata Concezione non è una "festività religiosa" in Germania. Fino al 1969 questo giorno era qualificato come festività religiosa tutelata dallo Stato senza essere un giorno festivo

### Congregazioni religiose
A seguito della proclamazione del dogma, diverse congregazioni religiose hanno sottolineato fin dal loro nome una particolare devozione a Maria ricordata con il titolo di Immacolata:

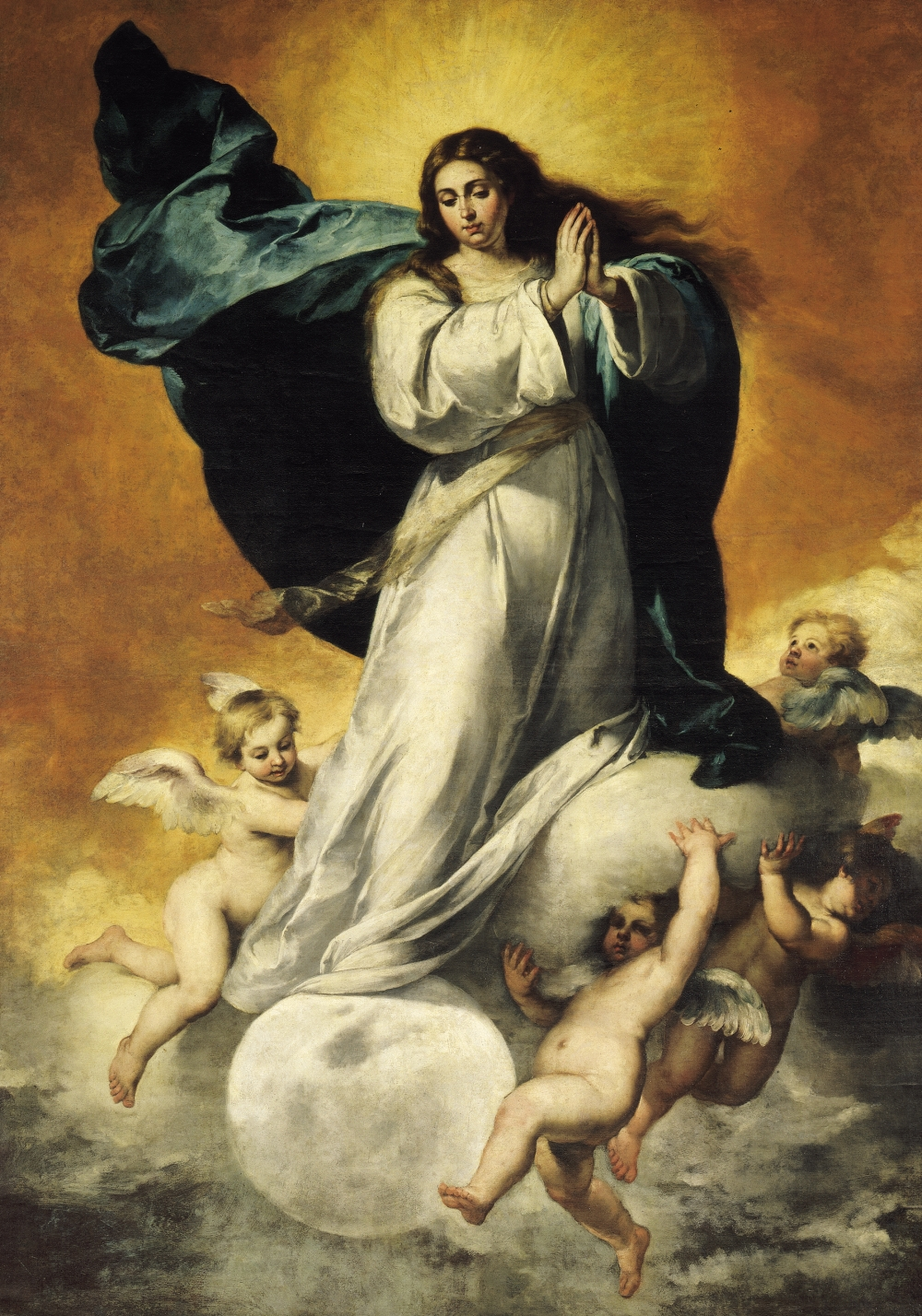
Murillo, L'Immacolata Concezione

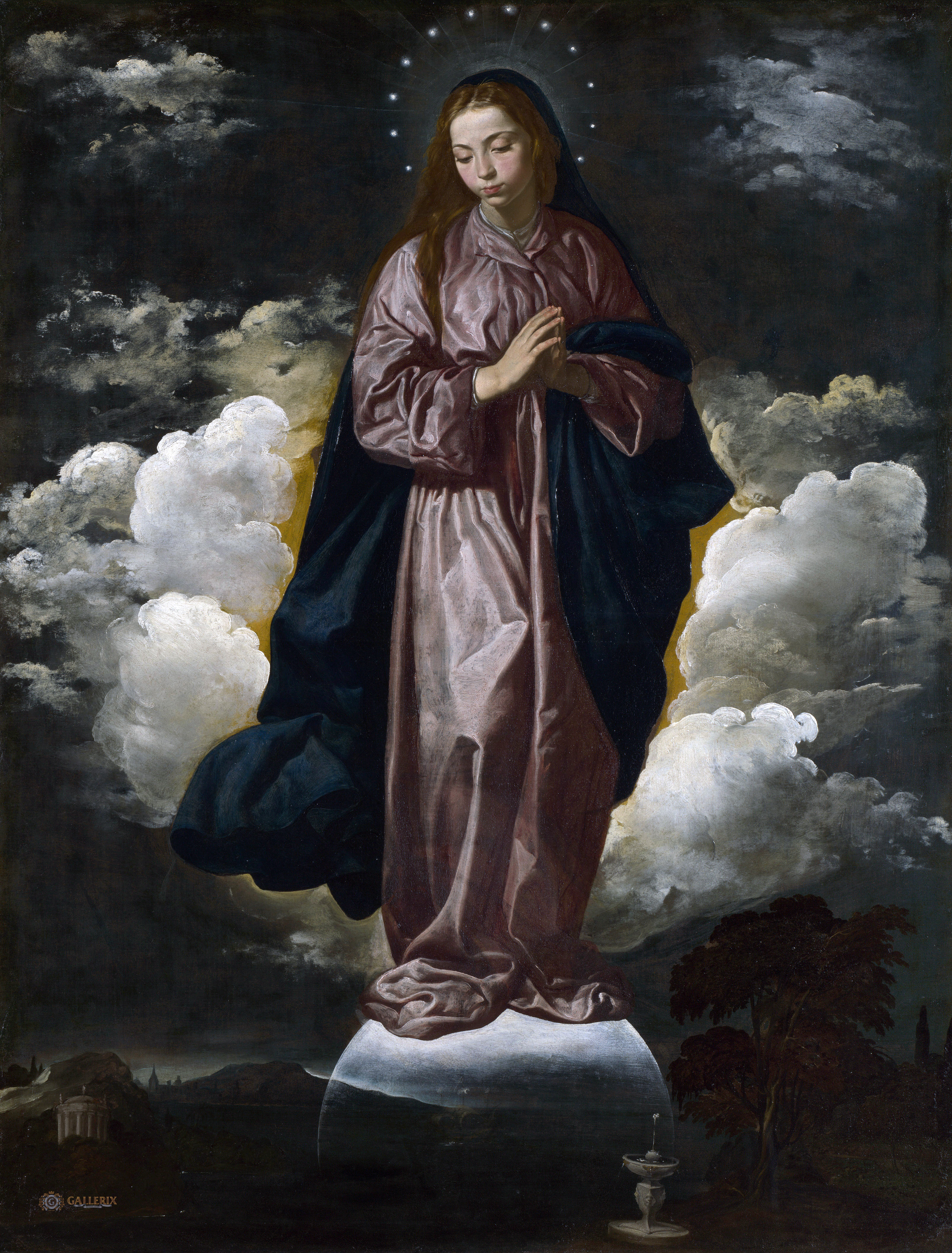
Diego Velázquez, Immacolata Concezione

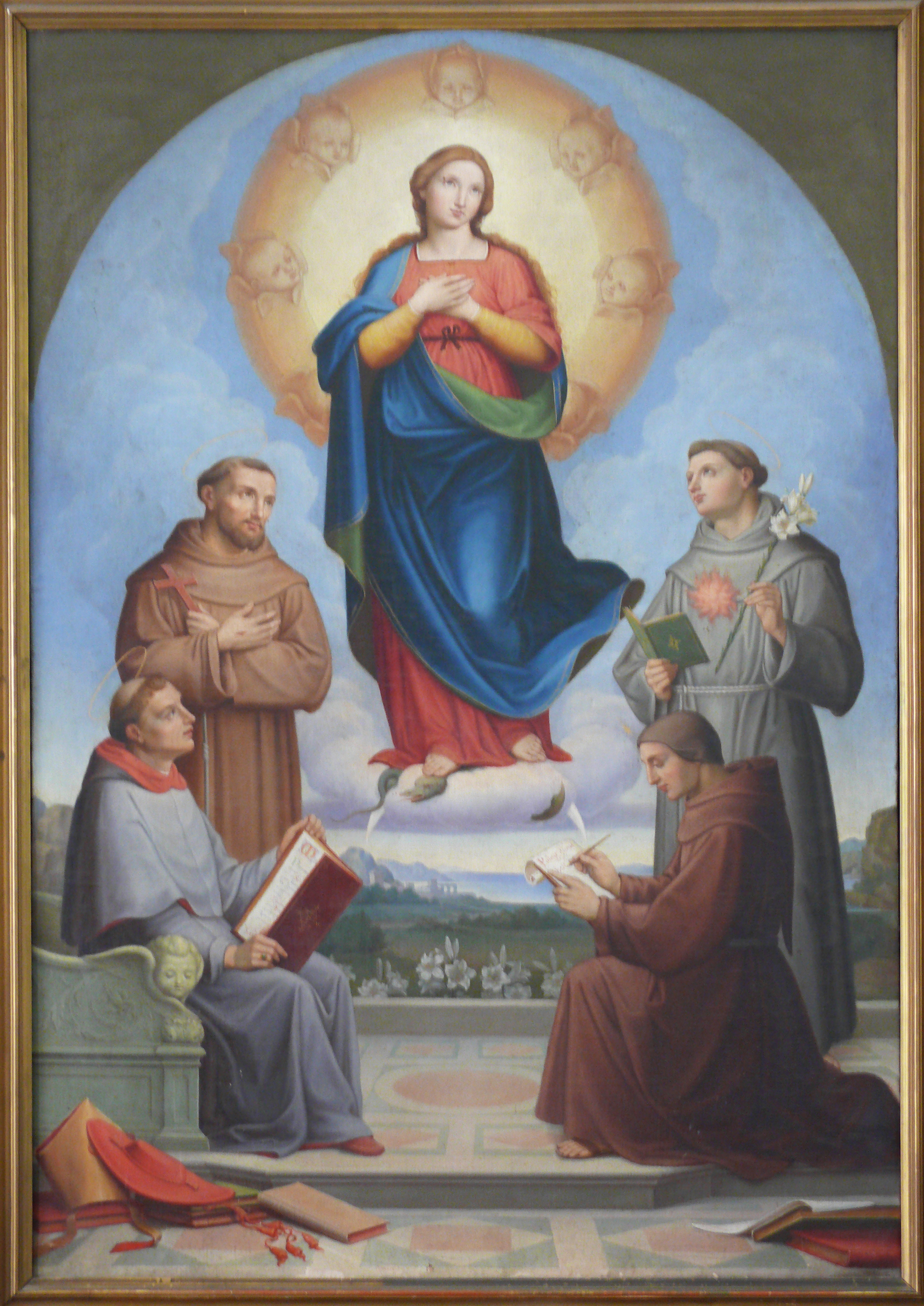
Albert Küchler (frate Pietro da Copenaghen) - Immacolata con i santi Bonaventura, Francesco, Antonio e b. Giovanni Duns Scoto - Roma - Pontificia Università Antonianum

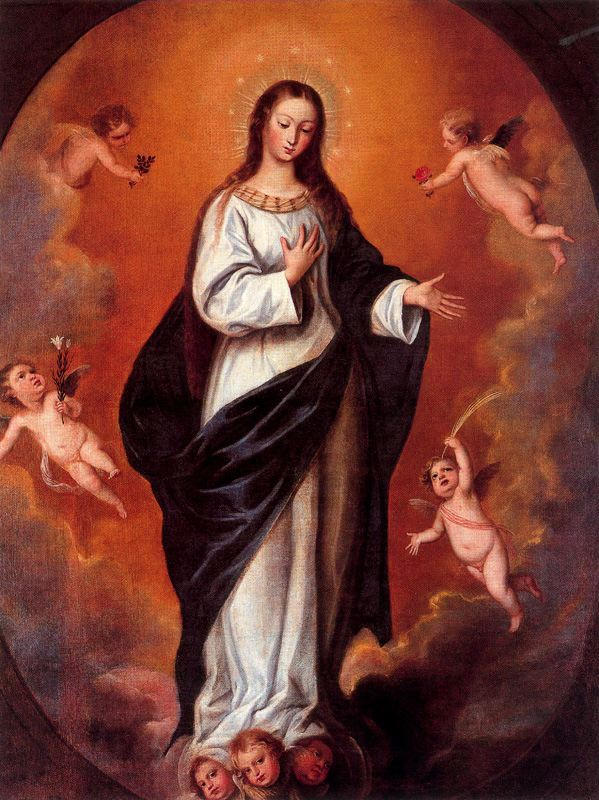
Immacolata Concezione, di Pedro Atanasio Bocanegra, Museo Diocesano di Arte Sacra, Vitoria

- Ancelle del Santissimo Sacramento e dell'Immacolata
- Ancelle della Beata Vergine Maria Immacolata
- Ancelle dell'Immacolata (Capua)
- Ancelle dell'Immacolata (Parma)
- Ancelle dell'Immacolata Bambina
- Ancelle dell'Immacolata Concezione della Beata Vergine Maria
- Ancelle di Maria Immacolata
- Canonici dell'Immacolata Concezione
- Carmelitani della Beata Vergine Maria Immacolata
- Concezioniste argentine
- Concezioniste francescane
- Figli della Beata Vergine Immacolata di Francia
- Figli dell'Immacolata Concezione
- Figlie dell'Immacolata Concezione
- Figlie dell'Immacolata Concezione di Maria
- Figlie della Carità di Maria Immacolata
- Figli di Maria Immacolata
- Figli di Santa Maria Immacolata
- Figlie della Santa Vergine Immacolata di Lourdes
- Figlie di Maria Immacolata, o Marianiste
- Figlie di Maria Immacolata di Guadalupe
- Figlie di Maria Immacolata sotto il patrocinio di San Giuseppe
- Figlie di Maria Vergine Immacolata
- Figlie Minime di Maria Immacolata
- Fratelli dell'Immacolata Concezione di Maastricht
- Fratelli dell'Immacolata Concezione della Beata Maria Vergine
- Frati francescani dell'Immacolata
- Missionari dell'Immacolata Concezione
- Missionari oblati di Maria Immacolata
- Missionarie dell'Immacolata
- Missionarie dell'Immacolata Concezione della Beata Vergine Maria
- Missionarie dell'Immacolata Padre Kolbe
- Missionarie della carità di Maria Immacolata
- Missionarie oblate del Sacro Cuore di Gesù e di Maria Immacolata
- Oblate missionarie di Maria Immacolata
- Piccole ancelle dell'Immacolata Concezione
- Piccole missionarie di Maria Immacolata
- Piccole suore dell'Immacolata Concezione
- Religiose concezioniste missionarie dell'insegnamento
- Religiose francescane missionarie dell'Immacolata Concezione
- Religiose di Maria Immacolata (Claretiane)
- Religiose di Maria Immacolata (di madre López y Vicuña)
- Religiose francescane dell'Immacolata Concezione, di Lima
- Religiose francescane dell'Immacolata Concezione, di Valencia
- Religiose francescane della Purissima Concezione
- Religiose francescane missionarie dell'Immacolata
- Religiose missionarie del Santissimo Sacramento e di Maria Immacolata
- Serve dell'Immacolata Concezione
- Sorelle concezioniste al servizio dei poveri
- Sorelle dell'Immacolata
- Suore ancelle dell'Immacolata Concezione della Beata Vergine Maria
- Suore ancelle della Genitrice di Dio Vergine Immacolata Concezione
- Suore armene dell'Immacolata Concezione
- Suore Assisiati di Maria Immacolata
- Suore cappuccine dell'Immacolata di Lourdes
- Suore del lavoro comune di Maria Immacolata
- Suore dell'Immacolata
- Suore dell'Immacolata Concezione, di Madurai
- Suore dell'Immacolata Concezione, di Ouagadougou
- Suore dell'Immacolata Concezione della Beata Vergine Maria
- Suore dell'Immacolata Concezione di Nostra Signora di Lourdes
- Suore dell'Immacolata di Santa Chiara
- Suore della Provvidenza e dell'Immacolata Concezione
- Suore dello Spirito Santo e di Maria Immacolata
- Suore di carità dell'Immacolata Concezione, di Ivrea
- Suore di carità dell'Immacolata Concezione, di Saint John
- Suore di Maria Immacolata, di Krishnagar
- Suore di Nostra Signora dell'Immacolata Concezione
- Suore dimesse figlie di Maria Immacolata
- Suore domenicane dell'Immacolata Concezione
- Suore figlie di Maria Immacolata
- Suore francescane dell'Immacolata Concezione, di Ragusa di Dalmazia
- Suore francescane dell'Immacolata Concezione, di Glasgow
- Suore francescane dell'Immacolata Concezione, di Graz
- Suore francescane dell'Immacolata Concezione, di Lipari
- Suore francescane dell'Immacolata Concezione, di Lons-le-Saunier
- Suore francescane dell'Immacolata Concezione, del Messico
- Suore francescane dell'Immacolata Concezione, di Palagano
- Suore francescane dell'Immacolata Concezione della Beata Vergine Maria, di Olomouc
- Suore francescane dell'Immacolata Concezione della Beata Vergine Maria, di Bonlanden
- Suore francescane dell'Immacolata Concezione della Madre di Dio
- Suore francescane di Maria Immacolata, di Joliet
- Suore francescane di Maria Immacolata, di Túquerres
- Suore francescane immacolatine
- Suore grigie dell'Immacolata Concezione
- Suore Immacolatine
- Suore missionarie dell'Immacolata Concezione
- Suore missionarie dell'Immacolata Concezione della Madre di Dio
- Suore missionarie dell'Immacolata Regina della Pace
- Suore missionarie di Maria Immacolata
- Suore missionarie di Maria Immacolata e di Santa Caterina da Siena
- Suore missionarie francescane dell'Immacolata Concezione di Maria
- Suore orsoline dell'Immacolata Concezione
- Suore orsoline di Maria Vergine Immacolata
- Suore orsoline figlie di Maria Immacolata
- Suore penitenti recollettine dell'Immacolata Concezione
- Suore piccole ancelle della Beata Vergine Maria Immacolata
- Suore pie operaie dell'Immacolata Concezione
- Suore salesiane missionarie di Maria Immacolata
- Suore teatine dell'Immacolata Concezione di Maria Vergine
- Suore vincenzine di Maria Immacolata
- Visitatrici parrocchiali di Maria Immacolata

### Nomi di persona
I nomi propri Immacolata e Concetta sottolineano la devozione a Maria Immacolata.

### Pellegrinaggi
- Pellegrinaggio mariano di Neviges, Germania
- Santuario di Nostra Signora di Lourdes, Francia

### Riferimenti
1. ↑  Filoramo e Menozzi, 1997, cit., p. 160.
2. ↑  OCLC 1055845980
3. ↑  (LA) Martin Chemnitz, De Immaculato Conceptu Mariae Virginis, in Examen Concilii Tridentini, Joannes-Maximilanus a Sande, 1861  [1574],  pp. 982-983. URL consultato il 15 giugno 2023.
4. ↑   Udienza generale del 19 giugno 1996, su vatican.va.
«la Chiesa ha costantemente riconosciuto Maria santa e immune da ogni peccato o imperfezione morale.
Il Concilio di Trento esprime tale convinzione affermando che nessuno «può evitare, nella sua vita intera, ogni peccato anche veniale, se non in virtù di un privilegio speciale, come la Chiesa ritiene nei riguardi della beata Vergine» (DS 1573).»
5. ↑  Lumen Gentium, n. 56: "Nessuna meraviglia quindi se presso i santi Padri invalse l'uso di chiamare la madre di Dio la tutta santa e immune da ogni macchia di peccato, quasi plasmata dallo Spirito Santo e resa nuova creatura."
6. ↑  L'assenza di peccato proprio e originale da espiare in Purgatorio è ciò che nel 1950 permise di affermare il dogma dell'Assunzione di Maria al cielo in anima e corpo.
7. ↑  Walter Kern, Franz-Josef Niemann, Gnoseologia teologica, Brescia, Queriniana, ed. or. 1981, 1ª ed. it. 1984, 3ª ed. 2005, in particolare i loci theologici di Melchior Cano, pp. 46 ss. ISBN 88-399-0651-7; ISBN 978-88-399-0651-9.
8. ↑  CCC  411.
9. ↑   Lc 1,38, su La Parola - La Sacra Bibbia in italiano in Internet.
10. ↑   Munificentissimus Deus - Bolla dogmatica per la definizione dell'Assunzione in corpo ed anima di Maria SS.ma in cielo (1º novembre 1950) | PIO XII, su vatican.va. URL consultato l'8 dicembre 2023.
11. ↑   Presentazione del fiore "Rosa Mystica", su vatican.va. URL consultato l'8 dicembre 2023.
12. ↑   R. Laurentin, Maria nella storia della salvezza, Torino, Marietti, 1972,  p. 139.
13. ↑   Frederick Holweck, Immaculate Conception, in The Catholic Encyclopedia, vol. 7, New York, Robert Appleton Company, 1910. URL consultato l'11 maggio 2022.
14. ↑   Mark Miravalle, Meet Mary Getting to Know the Mother of God, Sophia Institute Press, 2007,  p. 32, ISBN 9781933184326, OCLC 177062079.
«You and your mother are the only ones who are immune from all stain; for there is no spot in Thee, O Lord, not any taint in your mother.»
15. ↑  Agostino, De Natura et Gratia, 42 (PL 44,267).
16. ↑   L’Immacolata Concezione di Maria in sant’Ambrogio, Radio Spada., su radiospada.org.
«"Maria non fuit a casu elevata sed a casu praeservata. Quid quaeso nobilius quid melius quid Dei matre sanctius?" (De Virginibus)»
17. ↑  «...definiamo con ogni rigore e cura che, a somiglianza della raffigurazione della croce preziosa e vivificante, così le venerande e sante immagini, sia dipinte che in mosaico o in qualsiasi altro materiale adatto, debbono essere esposte nelle sante chiese di Dio, sulle sacre suppellettili, sui sacri paramenti, sulle pareti e sulle tavole, nelle case e nelle vie; siano esse l'immagine del signore Dio e salvatore nostro Gesù Cristo, o quella dell'immacolata signora nostra, la santa Madre di Dio, dei santi angeli, di tutti i santi e giusti».
https://www.totustuustools.net/concili/nicea2.htm
18. ↑  Mansi, vol.13, coll. 377C-380B.
19. ↑  Proclo di Costantinopoli, Omelia 6 (PG 65,753-757).
20. ↑  Teotecno di Livia, Panegerico per la festa dell'Assunzione, 5-6.
21. ↑  Andrea di Creta, Omelia 1 sulla Dormizione della Beata Vergine Maria (PG 97,1068).
22. ↑  Pascasio Radberto, De Partu Virginis (PL 120,1372).
23. ↑  Eadmero, Trattato sulla concezione della Beata Vergine Maria, 1-2.12 (PL 159,301-302.305).
24. ↑  De Fiores (1986: 616-17).
25. 1 2   don Michele D'Agostino, Maria, capolavoro della grazia e sostegno della nostra fede, su cercoiltuovolto.it, 8 dicembre 2019. URL consultato il 10 dicembre 2019 (archiviato il 10 dicembre 2019). Ospitato su  ladomenica.it..
26. ↑   Romani 5:12, su La Parola - La Sacra Bibbia in italiano in Internet.
27. ↑   Copia archiviata. URL consultato il 27 dicembre 2012 (archiviato dall'url originale il 20 dicembre 2013).
28. ↑  Felice Santi Fiasconaro, Il pensiero immacolista di Ignazio Como, Officina di Studi Medievali, 2004, ISBN 978-88-88-61599-8, p. 37.
29. ↑  Duns Scoto, Ordinatio 3, d.3, q.1.
30. ↑  Renato Pisani,  Maria nell’arte: Iconografia e iconologia mariana in venti secoli di Cristianesimo., Gangemi Editore Spa, ISBN 978-88-49-25025-1, p. 92.
31. ↑   Giuseppe Besutti, voce Litanie, in Stefano De Fiores, Salvatore Meo (a cura di), Nuovo Dizionario di Mariologia, Cinisello Balsamo (Milano), Edizioni Paoline, 1985,  pp. 759-767.. Ivi: p. 764.
32. ↑   Gn 3,15, su La Parola - La Sacra Bibbia in italiano in Internet.
33. ↑   Effisio Lippi, La Madre di Dio e la Sardegna. Storia del sanctuario di N. S. di Bonaria, pubblicata nell'occorrenza del quinto centenario ... del prodigioso simulacro, 1870,  pp. 105-106. URL consultato l'8 dicembre 2023.
34. ↑  (LA)  Denzinger-Schönmetzer  2803..
35. ↑  (LA)  CCC  491..
36. ↑  Cfr. anche CCC  493. URL consultato il 5 aprile 2015. riguardo ai Padri della Tradizione orientale.
37. ↑   Omar Stroppiana, Immacolata concezione: cosa ne penserebbe Maria?. URL consultato il 23 ottobre 2013 (archiviato dall'url originale il 10 aprile 2015).
38. ↑   Richard Bennett, "L'immacolata concezione": Il Dramma, il Dogma, e il Disastro. URL consultato il 5 aprile 2015.
39. ↑  Pagine 66 a 79, Antonio Mongitore, "Palerma divoto di Maria Vergine, e Maria Vergine protettrice di Palermo ..."  Tomo primo, Palermo, Gaspare Bayona, 1719..
40. ↑  E. Cattaneo, La traditio liturgica nella Chiesa: uno strumento vivo in Celebrare con il messale di san Pio V, Padova 2008, p. 30.
41. ↑   San Francesco Antonio Fasani, O, su clerus.org. URL consultato l'8 dicembre 2023.
42. ↑   sito ufficiale (archiviato dall'url originale il 14 aprile 2012). del Santuario di Rue du Bac; René Laurentin, Apparizioni, in S. De Fiores, S. Meo (a cura di), Nuovo Dizionario di Mariologia, Torino, 1996 (IV edizione), pp. 113–124.
43. ↑   Home Page, su Basilica Sant'Andrea delle Fratte. URL consultato il 2 dicembre 2020.
44. ↑   René Laurentin, Lourdes. Cronaca di un mistero, su Santuario di Lourdes, traduzione di Rino Camilleri, Milano, Mondadori, 1996 (archiviato dall'url originale il 19 marzo 2012).
45. ↑  Hall (2018), p. 337.
46. ↑  Hall (2018), p. 175.
47. ↑  Hall (2018), p. 171.
48. ↑  Moffitt (2001), p. 676.
49. ↑  Katz, Orsi (2001), p. 98.
50. ↑   Apocalisse 12:1–2, su La Parola - La Sacra Bibbia in italiano in Internet.
51. ↑  Jenner (1910), pp. 3-9.
52. ↑   Sacra Arcidiocesi Ortodossa d'Italia, su ortodossia.it. URL consultato il 22 febbraio 2022.
53. ↑  Per una sintesi del dibattito sul tema si veda: Unbefleckt empfangen – Zur Theologie und Politisierung einer marianischen Glaubenslehre von Klaus Schreiner. In: kath-akademie-bayern.de, Heft 7/2008.
54. ↑   Perché i protestanti non celebrano la festa dell'Immacolata, su chiesavaldese.org. URL consultato il 17 aprile 2023.
55. ↑   Profezia e millenarismo nel macolatismo lombardo ottocentesco, JSTOR 43824672.
56. ↑  (DE) Maria, Marienverehrung, su alt-katholisch.de (archiviato dall'url originale l'8 novembre 2014).
57. ↑  Österreich: Eine Art „Staatsfeiertag“. In: oecumene.radiovaticana.org, 8 dicembre 2004.
58. ↑  (DE) Norma particolare n. 15 della Conferenza episcopale tedesca relativa al canone 1246 §2 CIC per le festività religiose (PDF), su recht.drs.de, 5 ottobre 1995.
59. ↑  Art. 2, commi 1 e 2 e del §1 della Legge sulla protezione della domenica e dei giorni festivi (FTG del 15 dicembre 1949, GVBI 1950 p. 51).

### Trattati di mariologia
- René Laurentin, Breve mariologia, Edizioni Paoline, 1964.
- Francesco Antonio Fasani, Mariale "Incipiunt Cantica canticorum: allegorice super Matrem Dei, ed moraliter super animam", Padova, Editrice Messaggero S. Antonio, 1986.
- Francesco Antonio Fasani, Mariale "Ecce nubecula, parva...", Lucera, Edizioni del Comitato di Promozione Culturale "Padre Maestro", 1998.
- Roberto Coggi, La beata Vergine. Trattato di mariologia, Edizioni Studio Domenicano, 2004, ISBN 88-7094-533-2.
- Valeria Ferrari Schiefer, Stefano De Fiores e Salvatore M. Perrella, Mariologia, San Paolo, 2009, ISBN 88-215-6341-3.
- Bruno Forte, Maria - la donna icona del Mistero, San Paolo, 2011, ISBN 88-215-7035-5.

### Monografie sull'Immacolata Concezione
- Agostino Maria De Carlo, Theotocologia seu Institutio de V. Dei Genitrice M. Scholastica Methodo IV Libris Concinnata, Napoli, Cirillo, 1845, SBN BVE0346282.
- Agostino Maria De Carlo, Dialoghi istruttivi su pregi, misteri e titoli di Maria SS., pubblicati per cura e divozione del canonico don Luigi Monforte, Napoli, Stabilimento Tipografico del Dante, 1855, SBN NAP0926732.
- Stefano M. Cecchin, L'Immacolata Concezione. Breve storia del dogma, Città del Vaticano, Pontificia accademia mariana internazionale, 2003, ISBN 88-900609-5-6.
- Tommaso Campanella, Apologia dell'Immacolata Concezione, a cura di A. Langella, Palermo, L'Epos, 2004, ISBN 88-8302-270-X.
- Congresso Mariologico francescano, La Scuola Francescana e l'Immacolata Concezione, Città del Vaticano, Pontificia accademia mariana internazionale, 2005, ISBN 88-89681-01-2.
- Vincenzo Sansonetti, L'Immacolata Concezione: dal dogma di Pio IX a Medjugorje, Piemme, 2004, ISBN 88-384-8410-4.
- Giovanni Morello, Vincenzo Francia e Roberto Fusco, Una donna vestita di sole: l'Immacolata Concezione nelle opere dei grandi maestri, F. Motta, 2005, ISBN 88-7179-468-0.
- Diego Ciccarelli e Marisa Dora Valenza (a cura di), La Sicilia e l'Immacolata: non solo 150 anni, Biblioteca Francescana, 2004, ISBN 88-88615-96-2.
- Michel Jean Claude, Immacolata Concezione, promessa di purezza, Libreria Editrice Vaticana, 2001.
- James Hall, Dictionary of Subjects and Symbols in Art, Routledge, 2018, ISBN 9780429962509.
- John F. Moffitt, Modern Extraterrestrial Portraiture, in Richard Caron, Joscelyn Godwin, Wouter J. Hanegraaff e Jean-Louis Vieillard-Baron (a cura di), Esotérisme, gnoses & imaginaire symbolique: mélanges offerts à Antoine Faivre, Peeters Publishers, 2001, ISBN 9789042909557.
- Melissa R. Katz e Robert A. Orsi, Divine Mirrors: The Virgin Mary in the Visual Arts, Oxford University Press, 2001.
- Katherine Lee Rawlings Jenner, Our Lady in Art, A.C. McClurg & Company, 1910, OCLC 903296042.
- Veronika Maria Seifert, Pius IX. – der Immaculata-Papst: von der Marienverehrung Giovanni Maria Mastai Ferrettis zur Definierung des Immaculata-Dogmas, Göttingen, Verlag V&R Unipress, 2013,  p. 571, ISBN 978-3-8471-0185-7.

### Altro
- Giovanni Filoramo e Daniele Menozzi (a cura di), Storia del Cristianesimo, Roma-Bari, Laterza, 1997.
- Michel Fédou, I dogmi, Brescia, Queriniana, 2024.
- Giovanni Morello, Vincenzo Francia e Roberto Fusco (a cura di), Una Donna vestita di sole: l'Immacolata Concezione nelle opere dei grandi maestri, in unica, Angelo Cardinale Sodano, vol. I, Milano, Federico Motta Editore, 2005, ISBN 88-7179-468-0.
- Veronika Maria Seifert, Il dogma dell’Immacolata Concezione. L’evoluzione teologico-magisteriale-devozionale di un dogma mariano proclamato solennemente da Pio IX l‘8 dicembre 1854, in Manfredi Merluzzi, Gaetano Sabatini e Flavia Tudini (a cura di), L’Immacolata Concezione e l’universalismo della Monarchia cattolica, Roma, Viella, 2022,  pp. 397-420.